# Hugo Carrillo Cavero

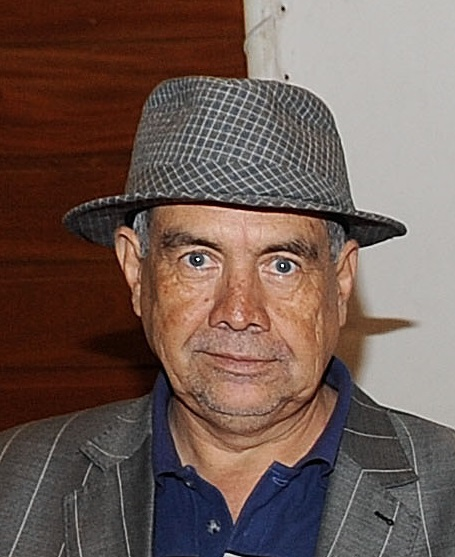
Hugo Carrillo Cavero, 2012

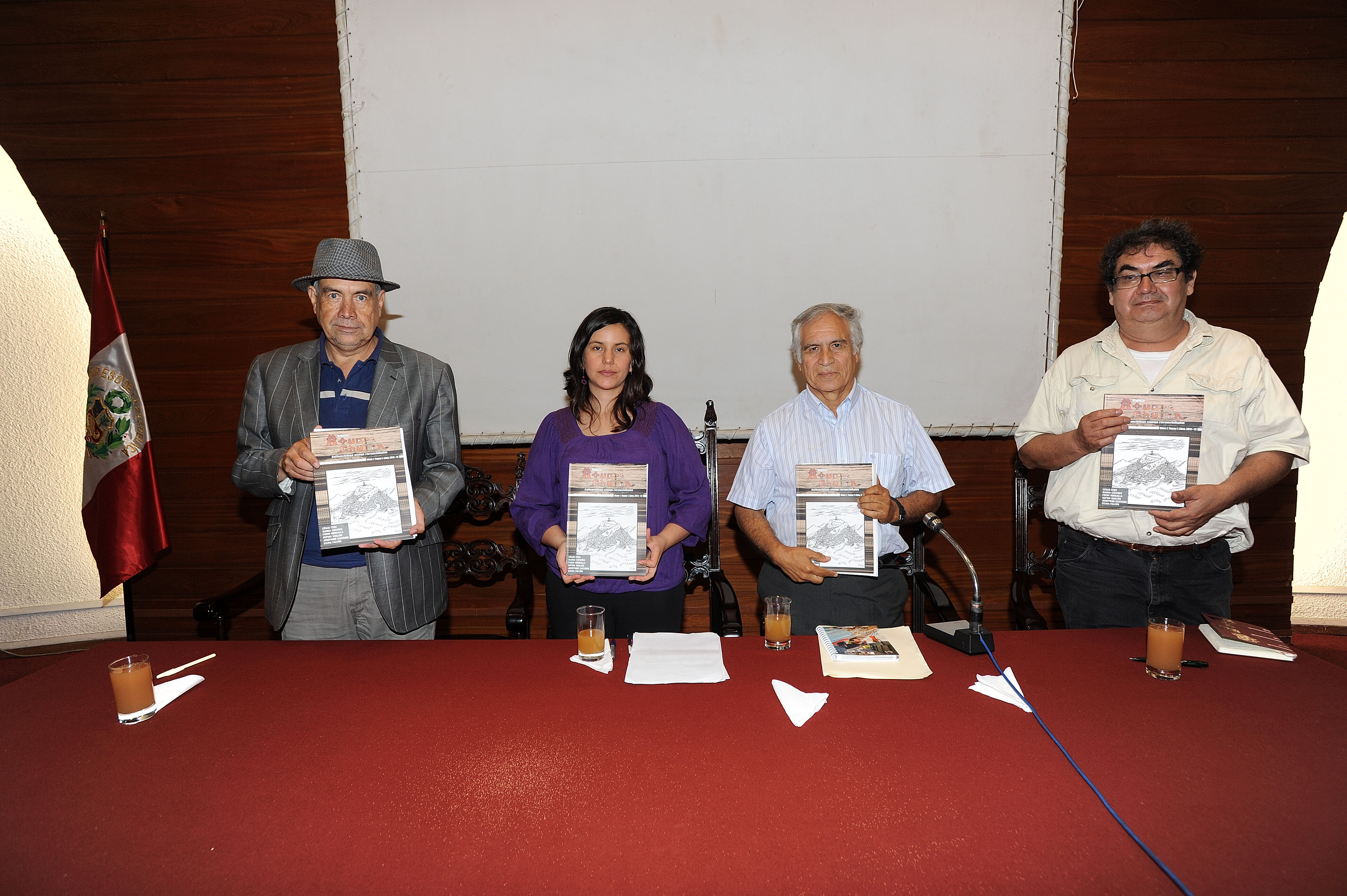
Hugo Carrillo Cavero mit Verónika Mendoza Frisch bei der Präsentation der neuen Quechua-Literaturzeitschrift Atuqpa Chupan, 2012

Hugo Facundo Carrillo Cavero, auch Ugo Facundo Carrillo Cavero (* 30. Oktober 1956 in Anco-Huallo, Provinz Chincheros, Region Apurímac) ist ein peruanischer Quechua-Dichter, Sänger, Anthropologe und Politiker. Von 2011 bis 2016 vertrat er im peruanischen Parlament für Gana Perú die Region Huancavelica.

## Leben
Hugo Carrillo wuchs im Quechua-Dorf Uripa im Distrikt Anco-Huallo in der Region Apurímac auf. Er studierte an der Universidad Nacional Mayor de San Marcos in Lima Anthropologie und schloss dieses Studium 1982 ab.
Hugo Carrillo ist Autor zahlreicher Lieder und Gedichte auf Chanka-Quechua, die er unter anderem in den Gedichtbänden Yaku unupa yuyaynin (2009) und Puyupa wayrapa ninapawan musqukusqanmanta (2010) veröffentlichte. Als Sänger trägt er auch traditionelle Quechua-Lieder vor.
Bei den Parlamentswahlen in Peru am 10. April 2011 erhielt er als Kandidat für die Partei Gana Perú in der Region Huancavelica 15.533 Präferenzstimmen und zog somit am 26. Juli 2011 für die Legislaturperiode 2011–2016 in den peruanischen Kongress ein.

## Gedichtbände
- Yaku-unupa yuyaynin. Ediciones Sol y Niebla, Lima 2009.
- Puyupa-wayrapa-ninapawan musqukusqanmanta (runapa siminpi qillqakuna). Imprenta Editorial PuntoCom E.I.R.L. Huancayo 2010, ISBN 978-612-45866-1-3.